# 검은코뿔소
검은코뿔소(Black rhinoceros)는 앙골라, 보츠와나, 케냐, 말라위, 모잠비크, 나미비아, 남아프리카 공화국, 에스와티니, 탄자니아, 잠비아, 짐바브웨를 포함한 동아프리카와 남아프리카에 서식하는 코뿔소의 일종이다. 이 종은 검은색이라고 하지만 색은 갈색에서 회색까지 다양하다. 현존하는 유일한 검은코뿔소속 종이다.
또 다른 아프리카에 사는 코뿔소는 흰코뿔소이다. "흰코뿔소"라는 이름의 "흰색"이라는 단어는 검은코뿔소의 뾰족한 입술이나 갈고리 입술이 아닌 정사각형 윗입술을 가리키는 넓은 의미의 아프리칸스어 단어 wyd (네덜란드어 wijd)를 잘못 해석한 것이라고 한다. 이 종은 이제 정사각형 입술 (흰색의 경우) 또는 후크 입술 (검은색의 경우) 코뿔소라고도 불린다.
이 종은 전반적으로 심각한 멸종위기종으로 분류되며 (남서부검은코뿔소는 거의 멸종 위기에 처한 것으로 분류됨에도 불구하고) 밀렵과 서식지 감소 등 여러 요인으로 인해 위협을 받고 있다. 2011년 국제자연보전연맹(IUCN)에서 멸종 선언을 받은 서부검은코뿔소를 포함해 세 종의 아종이 멸종위기에 처해 있다. IUCN은 3,142마리의 성숙한 개체가 야생에 남아 있는 것으로 추정하고 있다.

## 분류학
이 종은 1758년 칼 폰 린네가 그의 《자연의 체계》에서 처음으로 라이노세로스 비코니스(Rhinoceros bicornis)라는 이름을 붙였다. 이 이름은 "쌍뿔 코뿔소"라는 뜻이다. 린네가 이 이름으로 정확히 무엇을 구상했는지에 대해서는 약간의 혼란이 있다. 이 종은 아마도 단일 뿔을 가진 인도코뿔소의 두개골을 기반으로 했을 것이며, 수집가가 두 번째 뿔을 인위적으로 추가했을 것이다. 이러한 두개골이 존재한 것으로 알려져 있으며, 린네는 인도를 이 종의 기원으로 언급하기도 했다. 그러나 그는 초기 여행자들이 아프리카에 쌍뿔 코뿔소가 있다는 보고를 언급하기도 했다. 인도에는 단뿔 코뿔소 종이 하나뿐이라는 사실이 밝혀졌을 때, 라이노세로스 비코니스는 아프리카 코뿔소를 지칭하는 데 사용되었다(흰코뿔소는 1812년에야 인정되었다). 1911년에 이 문제가 공식적으로 해결되었고 희망봉은 이 종의 유형 지역을 공식적으로 선언했다.

### 아종
검은코뿔소의 종내 변이는 다양한 저자들에 의해 논의되어 왔으며 최종적으로 해결되지 않았다. 가장 널리 받아들여지는 계획은 7~8개의 아종을 고려하며, 그 중 3마리는 역사적으로 멸종되었고, 1마리는 멸종위기에 처해 있다.

### 진화
코뿔소는 약 5천만 년 전 에오세에서 말목의 다른 종들과 함께 기원했다. 코뿔소과에 속하는 살아있는 코뿔소의 마지막 공통 조상은 약 1,600만 년 전에 살았던 것으로 추정된다.
흰코뿔소와 검은코뿔소는 다른 살아있는 코뿔소보다 서로 더 밀접한 관련이 있다. 검은코뿔소와 흰코뿔소와 밀접한 관련이 있는 코뿔소는 약 1,000만 년 전, 빠르면 1,700만 년 전 후기 마이오세 시대에 아프리카에 존재했다. 이 두 종은 유라시아 종인 세라토테리움 뉴마일리(Ceratotherium neumayri)의 후손일 수 있지만, 이는 논란의 여지가 있다. 2021년 유전자 분석에 따르면 흰코뿔소와 검은코뿔소의 분열 시기는 약 700만 년 전으로 추정된다.

## 묘사

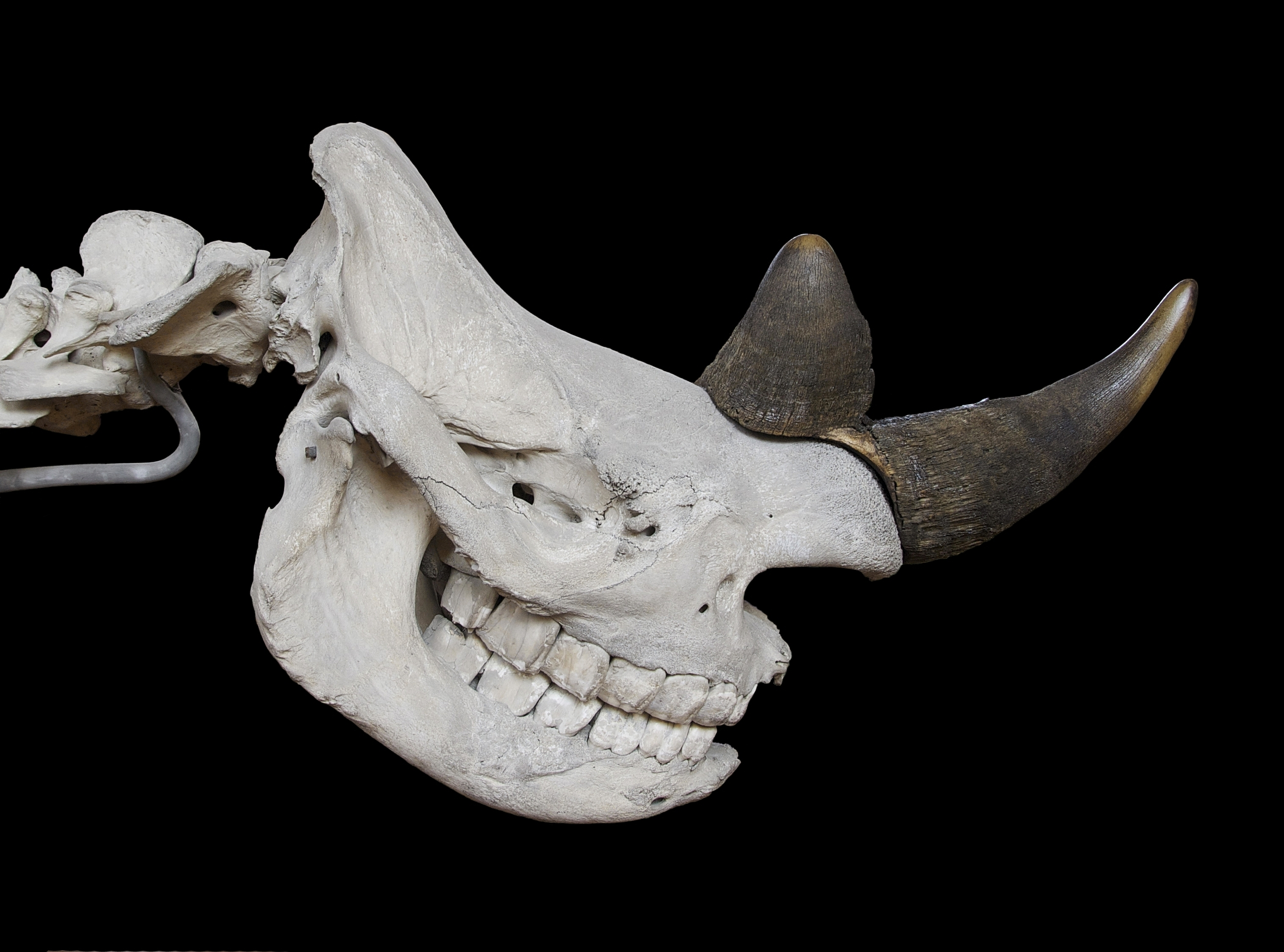
뿔이 복원된 검은코뿔소 두개골

성체 검은코뿔소의 어깨 높이는 132~180cm이고 길이는 2.8~3.75m이다. 성체의 몸무게는 일반적으로 800~1,400kg이지만, 비정상적으로 큰 수컷 표본은 최대 2,896kg으로 보고되었다. 암컷 검은코뿔소는 수컷 검은코뿔소보다 작다. 두개골의 두 개의 뿔은 케라틴으로 만들어져 있으며, 앞쪽 뿔의 길이는 일반적으로 50cm, 예외적으로 최대 135.9cm이다.
가장 오래 알려진 검은코뿔소의 뿔은 길이가 거의 1.5m에 달한다. 때로는 세 번째로 작은 뿔이 발달하기도 한다. 이 뿔은 방어, 협박, 먹이를 먹는 동안 뿌리를 파고 나뭇가지를 부러뜨리는 데 사용된다. 검은코뿔소는 흰코뿔소보다 작고 인도네시아의 자바코뿔소와 크기가 비슷한다. 윗입술이 뾰족하고 선견지명이 있어 먹이를 먹을 때 잎과 나뭇가지를 잡는 데 사용하는 반면, 흰코뿔소는 풀을 먹는 데 사용되는 정사각형 입술을 가지고 있다. 검은코뿔소는 크기, 두개골, 귀가 작고, 검은코뿔소는 방목자가 아닌 연한 잎을 먹는 동물이기 때문에 흰코뿔소보다 높이 들고 있는 머리의 위치로도 흰코뿔소와 구별할 수 있다.

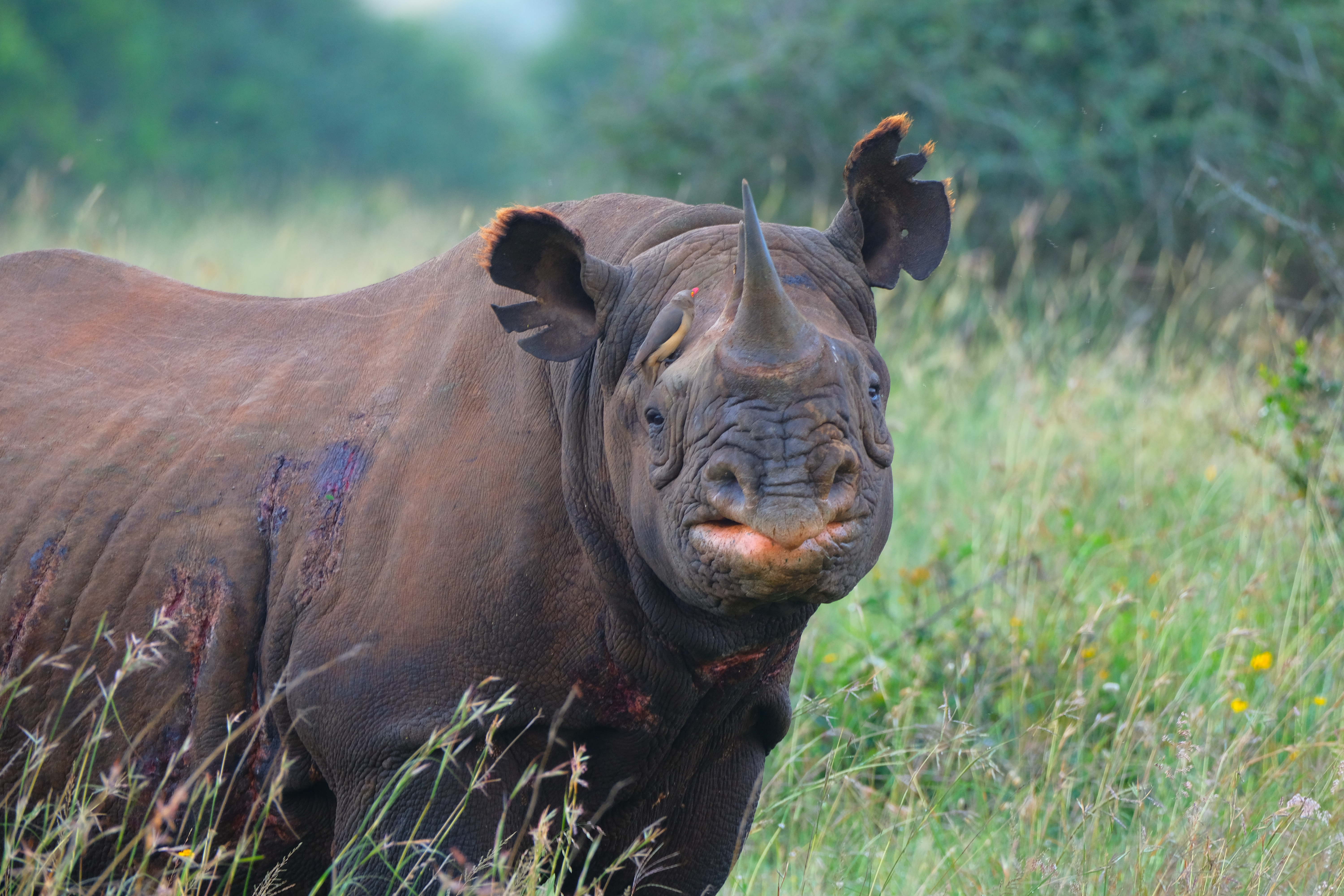
나이로비 국립공원에 서식하는 암컷 검은코뿔소와 붉은부리소등쪼기새

검은코뿔소의 두꺼운 피부는 가시와 날카로운 풀로부터 검은코뿔소를 보호하는 데 도움이 된다. 검은코뿔소의 피부에는 응애나 진드기와 같은 외부 기생충이 있으며, 이 기생충은 소등쪼기새와 백로가 먹을 수 있다. 이러한 행동은 원래 상리 공생의 한 예로 여겨졌지만, 최근 증거에 따르면 소등쪼기새는 코뿔소의 피를 먹는 기생충일 수 있다. 일반적으로 검은코뿔소는 시력이 좋지 않고 청각과 후각에 더 의존한다고 가정한다. 그러나 연구에 따르면 코뿔소의 시력은 토끼 수준으로 비교적 좋다고 한다. 코뿔소의 귀는 소리를 감지하는 회전 범위가 비교적 넓다. 뛰어난 후각은 코뿔소에게 포식자의 존재를 알려준다.

## 분포

### 이전 범위
아프리카 대형 포유류 동물군의 다른 많은 구성 요소와 마찬가지로, 선사 시대에 검은코뿔소는 아마도 오늘날보다 대륙 북부에서 더 넓은 범위를 가지고 있었을 것이다. 그러나 흰코뿔소만큼 광범위하지 않은 것으로 보인다. 이 지역에서는 아직 의심할 여지 없는 화석 유적이 발견되지 않았으며 사하라 사막 전역에서 발견되는 풍부한 암각화는 너무 도식적이어서 검은코뿔소를 묘사하는지 흰코뿔소를 묘사하는지 명확하게 결정할 수 없는 경우가 많다. 이집트 남동부 동부 사막의 암각화는 선사 시대에 이 지역에서 검은코뿔소가 발생했음을 비교적 설득력 있게 보여준다.

### 역사적 및 현존하는 범위
검은코뿔소의 자연 서식지에는 콩고 분지, 베냉만 열대우림 지역, 에티오피아고원, 아프리카의 뿔을 제외한 대부분의 남부와 동부가 포함되었다. 보츠와나 남서부와 남아프리카 공화국 북서부의 칼라하리 사막의 극도로 건조한 지역에서 이전에 자생했던 코뿔소의 서식지는 확실하지 않다. 에리트레아와 수단에서 남수단을 거쳐 니제르 남동부, 특히 차드호 주변에 걸쳐 있는 지역에 풍부하게 서식했다. 서쪽으로 더 멀리까지 서식하는 것은 의문이지만, 문헌에서는 종종 이러한 주장이 제기되기도 한다. 오늘날은 한때 번성했던 많은 국가, 특히 이전 서식지의 서쪽과 북쪽에서 사라졌던 자연 보호 구역에서만 발견된다. 나머지 개체군은 고도로 흩어져 있다. 일부 표본은 서식지에서 더 잘 보호된 지역으로, 때로는 국경을 넘어 이동하기도 한다. 검은코뿔소는 1993년부터 말라위에 다시 도입되어 1990년에 멸종되었다. 마찬가지로 1998년 멸종된 잠비아 (북루앙과 국립공원)와 보츠와나 (1992년 멸종, 2003년 재도입)에도 다시 도입되었다.
2017년 5월, 동부 검은코뿔소 18마리가 남아프리카 공화국에서 르완다의 아카게라 국립공원으로 이동했다. 1970년대에는 약 50마리의 검은코뿔소가 서식했지만 2007년에는 그 수가 0마리로 감소했다. 2017년 9월, 어린 검은코뿔소가 태어나면서 개체 수가 19마리로 증가했다. 이 공원에는 밀렵으로부터 동물을 보호하기 위해 전담 코뿔소 모니터링 팀이 있다.
2017년 10월, 차드와 남아프리카 공화국 정부는 남아프리카 공화국의 검은코뿔소 6마리를 차드의 자쿠마 국립공원으로 옮기기로 합의했다. 일단 정착되면 이 종은 이 종의 최북단 개체군이 될 것이다. 이 종은 1970년대에 차드에서 멸종되었으며 남아프리카 공화국에서 밀렵으로 인해 심각한 압박을 받고 있다. 이 합의는 전문가들이 이전이 이루어지기 전에 서식지, 지역 관리 능력, 보안 및 인프라를 평가할 것을 요구한다.

## 행동

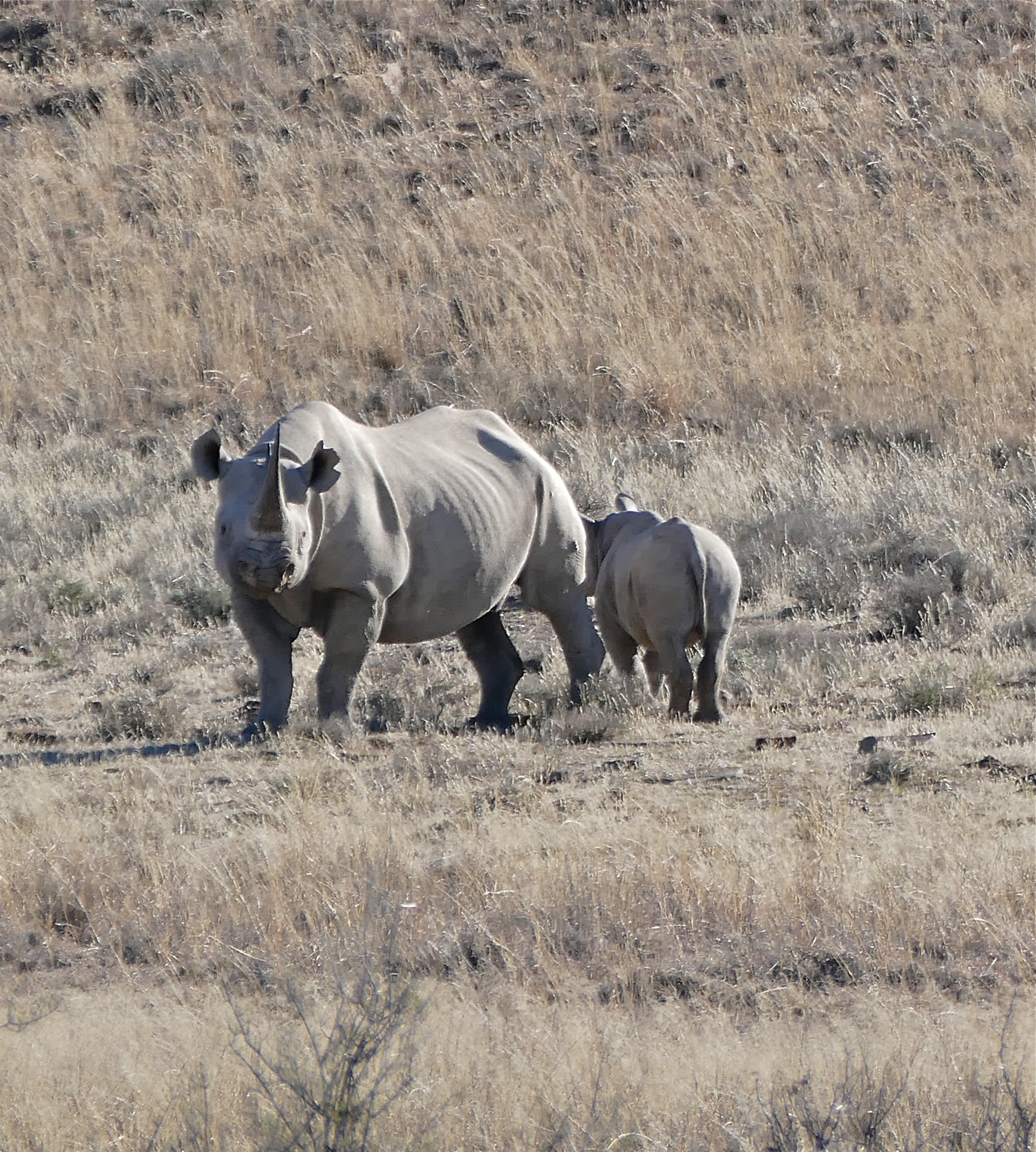
새끼가 있는 어미 검은코뿔소

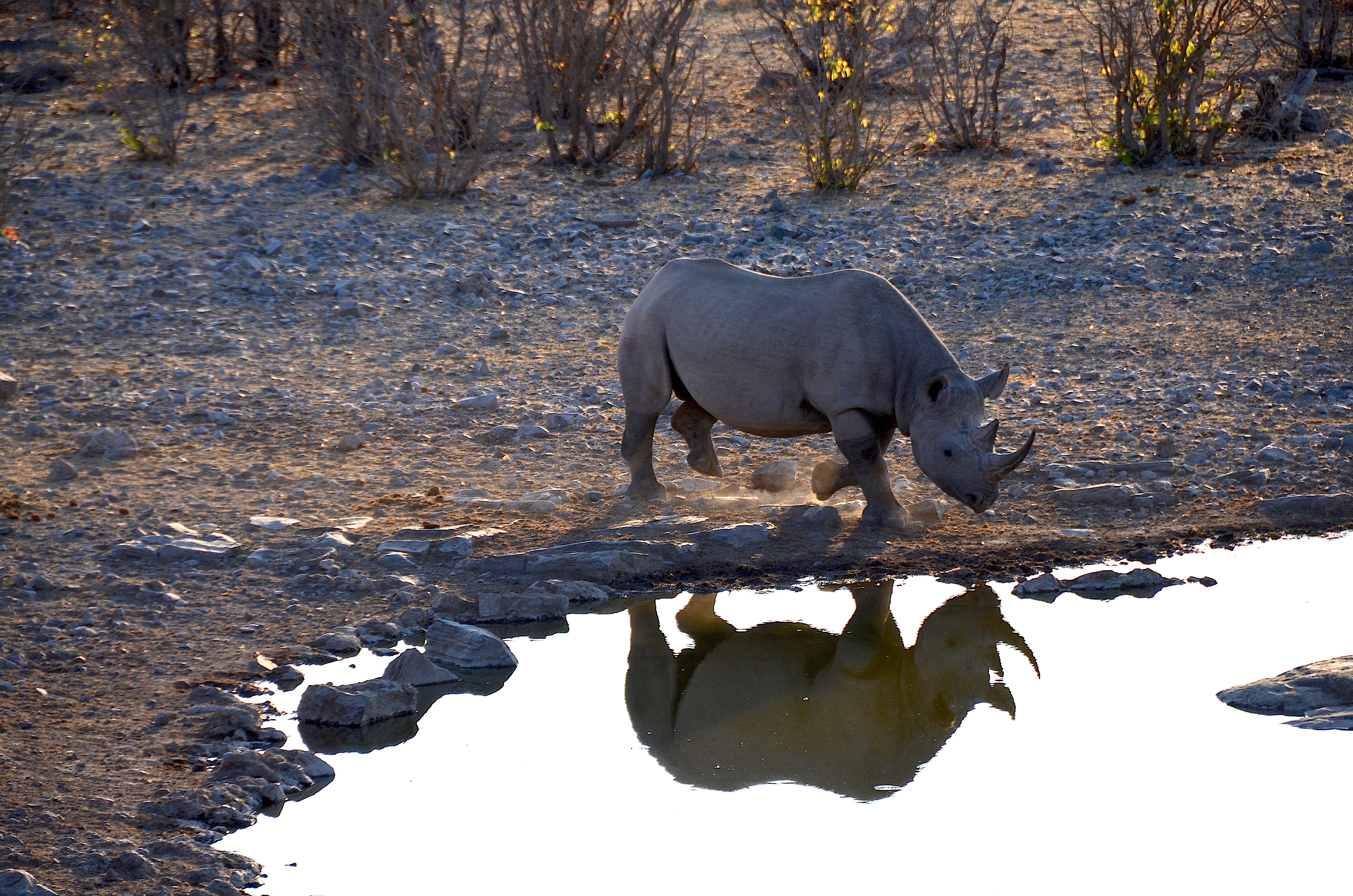
에토샤 국립공원에 물을 마시려는 검은코뿔소

검은코뿔소는 일반적으로 어미와 새끼 검은코뿔소 사이에 강한 유대감이 있는 고독한 동물로 여겨진다. 또한 수컷 검은코뿔소와 암컷 검은코뿔소는 교미 중에 배우자 관계를 가지며, 아성체와 젊은 성체도 종종 두 성별의 나이 든 개체와 느슨한 유대감을 형성한다. 이들은 영토가 넓지 않으며 종종 다른 코뿔소 지역과 교차한다. 서식지 범위는 계절과 식량 및 물의 가용성에 따라 다르다. 일반적으로 이들은 서식지 범위가 작고 먹이와 물이 풍부한 서식지의 밀도가 높으며, 자원이 쉽게 확보되지 않는 경우에도 마찬가지이다. 개별 검은코뿔소의 성별과 나이는 서식지 범위와 크기에 영향을 미치며, 특히 새끼 검은코뿔소와 함께 있을 때 수컥 검은코뿔소보다 암컷 검은코뿔소의 서식지 범위가 더 크다. 세렝게티 지역에서는 약 70~100km2의 서식지가 있고, 응고롱고로 분화구 지역에서는 약 2.6~58.0km2의 서식지가 있다. 검은코뿔소는 보통 높은 지대에 위치한 "거주지"라고 불리는 특정 지역을 자주 방문하고 쉬는 것으로 관찰되었다. 이러한 "고향" 서식지는 2.6km2에서 133km2까지 다양하며, 작은 서식지는 큰 서식지보다 더 풍부한 자원을 가지고 있다.
포획 및 보호구역에서의 검은코뿔소의 수면 패턴은 최근 수컷이 암컷보다 평균적으로 두 배 가까이 더 오래 잠을 자는 것으로 연구되었다. 이들의 수면 패턴에 영향을 미치는 다른 요인으로는 잠을 자기로 결심하는 위치가 있다. 포획 상태에서는 더 이상 잠을 자지 않지만, 포획 상태나 공원의 구역에 따라 다른 시간에 잠을 잔다.
검은코뿔소는 매우 공격적이며 감지된 위협에 쉽게 돌진하는 것으로 유명하다. 심지어 나무 줄기와 흰개미 언덕을 공격하는 것으로 관찰되기도 한다. 검은코뿔소는 서로 싸울 수 있으며, 수컷의 약 50%와 암컷의 30%가 전투 관련 부상으로 사망하는 포유류 중 가장 높은 치명적인 전투율을 기록한다. 성체 검은코뿔소는 보통 몸집이 크고 피부가 두껍고 뿔이 치명적이기 때문에 천적이 없다. 그러나 성체 검은코뿔소는 예외적인 상황에서 나일악어의 먹이가 되기도 한다. 새끼 검은코뿔소와 아주 드물게 작은 아성체도 사자의 먹이가 될 수 있다.
검은코뿔소는 코끼리가 먹이를 찾는 지역에서 물웅덩이까지 가는 데 사용하는 것과 같은 길을 따라간다. 또한 탐색할 때는 더 작은 길을 사용하기도 한다. 검은코뿔소는 매우 빠르며 발가락으로 시속 55km까지 달릴 수 있다.
모든 코뿔소가 근시라고 가정되었지만, 검은코뿔소 망막을 대상으로 한 연구에 따르면 이전에 가정했던 것보다 시력이 더 좋다고 한다.

### 먹이

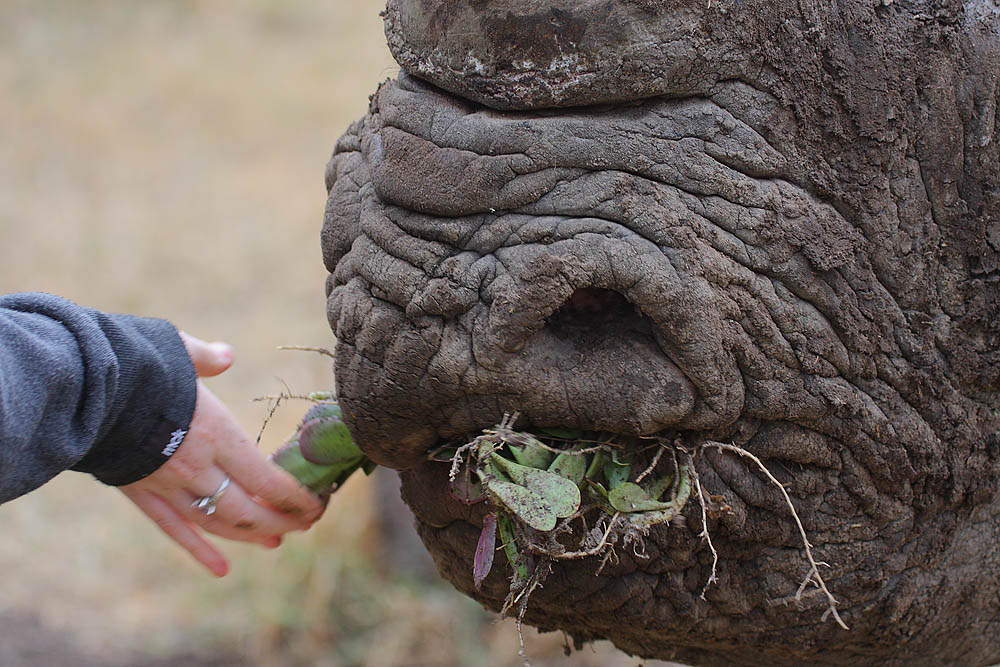
풀 씹어 먹는 검은코뿔소

검은코뿔소는 잎이 많은 식물, 나뭇가지, 새싹, 가시나무 덤불, 작은 나무, 콩과 식물, 과일, 풀을 먹는 초식 동물이다. 최적의 서식지는 두꺼운 관목과 덤불로 구성된 것으로 보이며, 종종 일부 숲이 있어 밀도가 가장 높은 서식지이다. 이들의 식단은 목질 식물의 수를 줄일 수 있으며, 이는 풀의 잎과 줄기에 집중하는 방목자들에게는 도움이 될 수 있지만, 잎, 나무 줄기, 관목 또는 허브에 집중하는 경쟁 초식 동물에게는 도움이 되지 않다. 최대 220종의 식물을 먹는 것으로 알려져 있다. 이들은 몇 가지 주요 식물 종에 대한 선호와 건기에 잎이 많은 종을 선택하는 경향으로 식단이 상당히 제한되어 있다. 건기가 아닐 때 가장 매력적으로 보이는 식물 종은 목질 식물이다. 검은코뿔소의 식단으로 알려진 목질 식물은 18종이며, 식단의 일부가 될 수 있는 종은 11종이다. 검은코뿔소는 또한 양보다는 질을 기준으로 먹이를 선택하는 경향이 있으며, 연구자들은 먹이의 질이 더 좋은 지역에서 더 많은 개체군을 발견한다. 검은코뿔소는 아카시아 종뿐만 아니라 대극과 식물에 대한 선호도를 보인다.
코뿔소의 먹이 습관에 따라 코뿔소를 위한 씹는 장치의 적응이 설명되었다. 검은코뿔소는 2단계로 씹는 활동을 하며, 혀 쪽에는 절단 외엽과 더 갈리는 엽이 있다. 검은코뿔소는 방목하는 친척에 비해 사육 상태에서 먹이를 먹기가 더 어려운 초식 동물로 간주될 수도 있다. 그들은 가뭄 동안 물 없이 최대 5일까지 살 수 있다. 검은코뿔소는 덤불, 강가 숲, 습지, 그리고 가장 서식하기 어려운 초원 등 여러 서식지에서 서식한다. 서식지 선호도는 다양한 서식지에서 발견되는 징후의 양과 서식지 범위 및 핵심 지역의 서식지 내용이라는 두 가지 방식으로 나타난다. 서식지 유형은 각 지역에서 우세한 식물 유형의 구성에 따라 식별된다.
코뿔소 뿔의 정확한 화학적 구성에는 약간의 차이가 있다. 이 변형은 식단과 직접적으로 관련이 있으며 코뿔소 식별 수단으로 사용할 수 있다. 뿔 구성은 과학자들이 개별 코뿔소의 원래 위치를 정확히 파악하는 데 도움이 되었으며, 이를 통해 법 집행 기관은 밀렵꾼을 더 정확하고 자주 식별하고 처벌할 수 있게 되었다.

### 의사소통

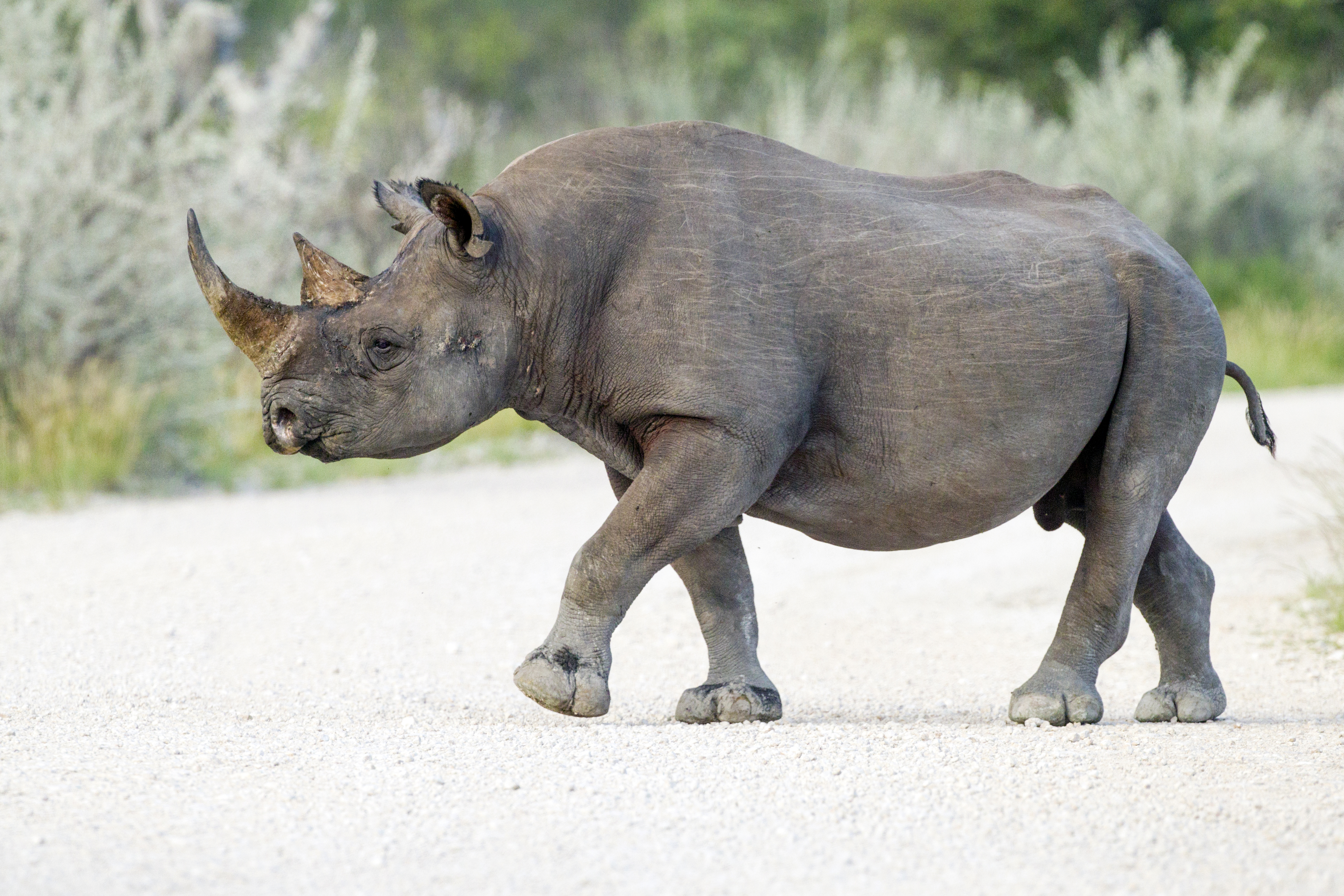
나미비아 에토샤 국립공원에 서식하는 수컷 남서부검은코뿔소

검은코뿔소는 여러 가지 형태의 의사소통을 사용한다. 코뿔소의 고립된 특성 때문에 냄새 표시는 종종 다른 검은코뿔소와 자신을 식별하는 데 사용된다. 소변 분사는 나무와 덤불, 물웅덩이 주변 및 먹이 구역에서 발생한다. 암컷 검은코뿔소는 번식을 위해 수용할 때 소변을 더 자주 뿌린다. 배변은 때때로 먹이 공급소나 물웅덩이 주변과 같이 다른 검은코뿔소가 사용하는 같은 장소에서 발생한다. 이러한 지점에 도달하면 코뿔소는 냄새를 맡아 해당 지역에 누가 있는지 확인하고 자신만의 표시를 추가한다. 성체 배설물을 제공받을 때 수컷 검은코뿔소와 암컷 검은코뿔소는 성체 이하의 배설물을 제공받을 때와는 다른 반응을 보인다. 한 검은코뿔소의 소변과 배설물은 다른 검은코뿔소의 나이, 성별, 신원을 파악하는 데 도움이 된다. 덜 일반적으로 코뿔소는 냄새 표시를 위해 나무 줄기에 머리나 뿔을 문지른다.
검은코뿔소는 모든 방향으로 자유롭게 회전할 수 있는 강력한 튜브 모양의 귀를 가지고 있다. 고도로 발달된 청각 덕분에 검은코뿔소는 먼 거리에서도 소리를 감지할 수 있다.

### 번식

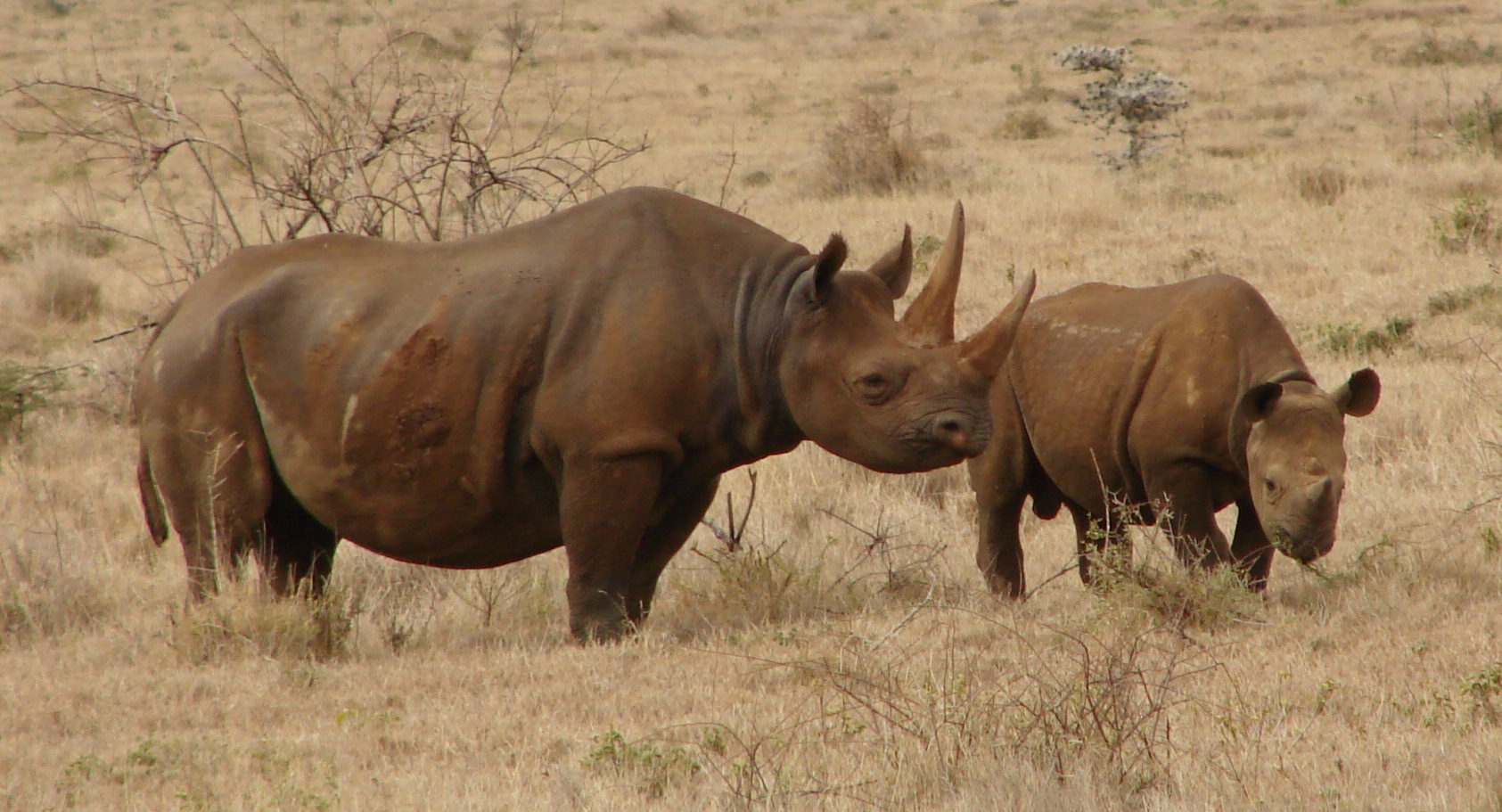
케냐 중부의 어미와 새끼 검은코뿔소

성체는 자연 속에서 혼자 지내며 짝짓기를 위해서만 모인다. 짝짓기에는 계절적 패턴이 없지만 더 건조한 환경에서는 출산이 우기가 끝날 무렵에 이루어지는 경향이 있다.
제철이 되면 검은코뿔소들은 똥 더미를 표시한다. 수컷들은 제철이 되면 암컷들을 따라다니며, 암컷들은 배변을 하면 똥을 긁어 퍼뜨려 경쟁하는 성체 수컷들이 암컷의 냄새 자국을 잡는 것을 더 어렵게 만든다.
교미 전 구애 행동에는 수컷들 사이에서 코를 골거나 뿔을 가지고 스파링하는 행위가 포함된다. 또 다른 구애 행동으로는 검은코뿔소가 코를 골고 공격적으로 머리를 좌우로 흔들다가 반복적으로 도망치는 허풍과 허세가 있다. 번식 쌍은 2~3일 동안, 때로는 몇 주 동안 함께 지내기도 한다. 이 기간 동안 하루에 여러 번 교미하며 교미 기간은 30분, 심지어 1시간 이상 지속된다.
검은코뿔소의 임신 기간은 15개월이다. 한 마리의 새끼 검은코뿔소는 태어날 때 무게가 약 35~50kg이며, 단 3일 후에도 어미를 따라다닐 수 있다. 이유식은 자손의 경우 약 2세에서 2세 사이에 발생한다. 어미와 새끼 검은코뿔소는 다음 새끼가 태어날 때까지 함께 지내며, 암컷 검은코뿔소는 더 오래 머물며 작은 무리를 형성할 수 있다. 어린 검은코뿔소는 때때로 하이에나와 사자에게 잡히기도 한다. 암컷의 경우 5세에서 7세 사이, 수컷의 경우 7세에서 8세 사이에 성적 성숙이 이루어진다. 밀렵 압력이 없는 자연 조건에서의 기대 수명은 35세에서 50세 사이이다.

## 보존

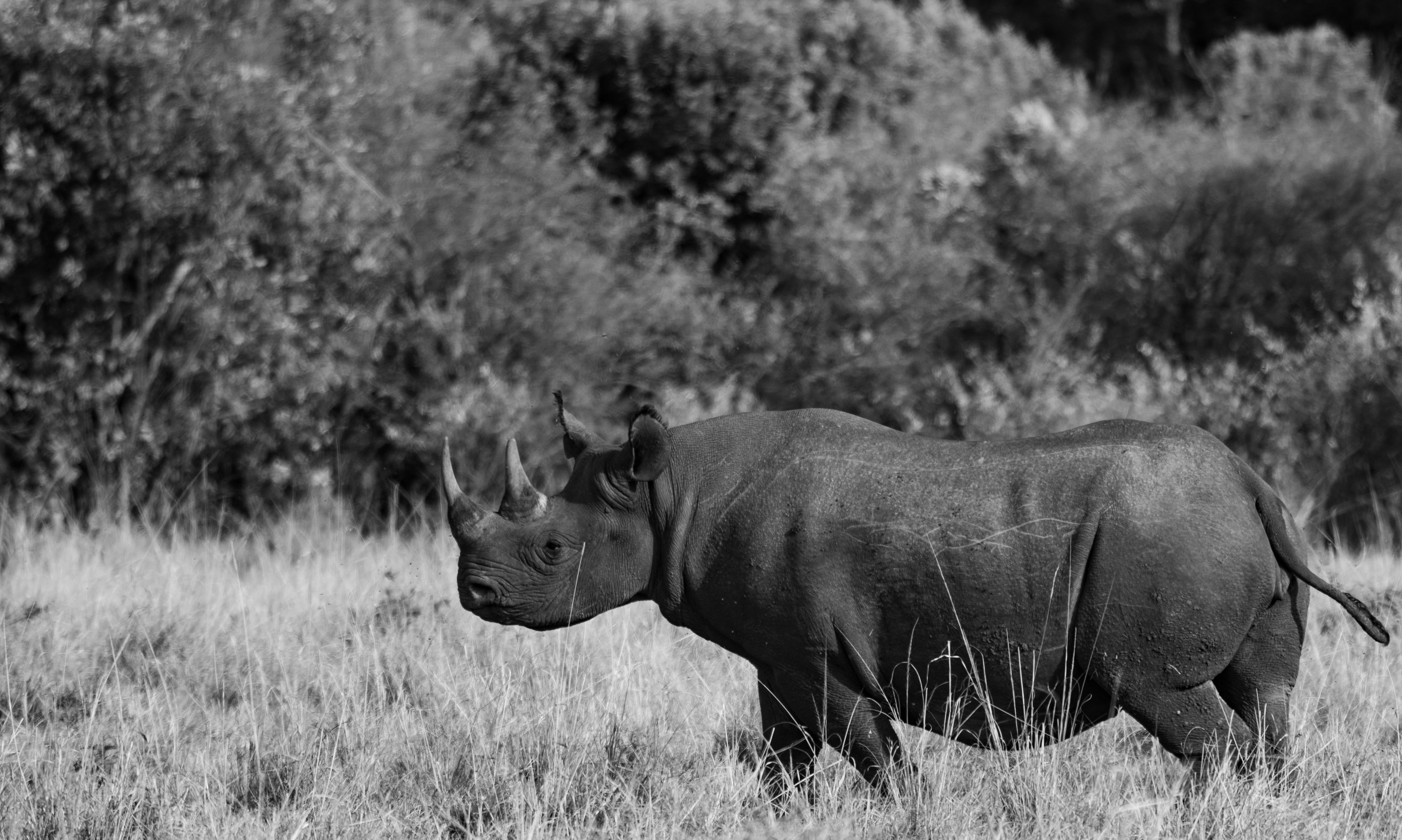
마사이마라의 검은코뿔소

20세기 대부분 동안 대륙성 검은코뿔소는 모든 코뿔소 종 중에서 가장 많았다. 1900년경에는 아프리카에 수십만 마리가 살고 있었을 것이다. 20세기 후반에는 1960년대 후반 약 70,000마리였던 개체 수가 1981년에는 10,000~15,000마리로 크게 감소했다. 1990년대 초반에는 개체 수가 2,500마리 이하로 떨어졌고, 2004년에는 2,410마리의 검은코뿔소만 남아 있는 것으로 보고되었다. 플로리다주 율리의 화이트 오크 보호구역에 위치한 국제 코뿔소 재단에 따르면, 검은코뿔소를 사육하는 국제 코뿔소 재단에 따르면 2008년까지 아프리카의 총 개체 수는 4,240마리로 회복되었다(이는 2004년 개체 수가 적었음을 시사한다). 2009년까지 5,500마리의 개체 수는 꾸준히 또는 천천히 증가했다.
1992년 짐바브웨의 체테 국립공원에서 코코스섬을 거쳐 오스트레일리아로 9마리의 검은코뿔소가 옮겨졌다. 수컷들이 자연사한 후 미국에서 수컷 4마리를 데려와 포획과 새로운 기후에 잘 적응시켰다. 새끼 검은코뿔소와 일부 아성체는 사자의 먹이가 되지만, 검은코뿔소를 관리할 때 포식은 거의 고려되지 않다. 이는 검은코뿔소 개체수의 저조한 성적에 원인을 돌릴 때 포식을 고려해야 하기 때문에 큰 결함이다. 2002년 카메룬에는 서부검은코뿔소 10마리만 남아 있었고, 2006년에는 추정 범위 전반에 걸친 집중 조사에서도 발견되지 않아 이 아종이 멸종했다는 우려가 제기되었다. 2011년 IUCN은 서부검은코뿔소를 멸종시켰다고 선언했다. 검은코뿔소를 이주시키려는 보존 노력이 있었지만, 낯선 서식지에 있는 것을 좋아하지 않아 개체수가 개선되지 않았다.
멸종위기에서 어느 정도 회복된 유일한 코뿔소 아종은 남부흰코뿔소로, 20세기 첫 10년 동안 50마리 미만이었던 개체 수가 현재 약 14,500마리로 추정된다. 하지만 검은코뿔소가 포획된 죽은 코뿔소로부터 배우자를 되찾는 데는 희망이 있는 것으로 보인다. 이는 시험관 내 정자 검사에 사용할 수 있는 검은코뿔소 배아를 생산하는 데 유망한 결과를 보여준다.
2014년 1월, 나미비아에서 검은코뿔소 사냥 허가를 위한 경매가 댈러스 사파리 클럽이 주최한 기금 모금 행사에서 35만 달러에 낙찰되었다. 이 경매는 클럽 회원들과 허가를 구매한 남성에게 치명적인 위협뿐만 아니라 상당한 비판을 불러일으켰다. 이 허가는 나미비아 환경관광부에서 번식 연령이 지난 검은코뿔소 18마리 중 1마리에 대해 발급되었으며, 어린 코뿔소에 대한 위협으로 간주되었다. 사냥꾼이 허가를 위해 지불한 35만 달러는 나미비아 정부가 밀렵 방지 노력 자금을 지원하는 데 사용되었다.
2022년 남아프리카 공화국은 개체가 증가하고 있다며 검은코뿔소 10마리를 사냥할 수 있는 허가를 내주었다.

## 위협
오늘날 검은코뿔소에는 서식지 변경, 불법 밀렵, 경쟁 종 등 다양한 위협이 제기되고 있다. 전쟁과 같은 내전으로 인해 1960년대 이후 차드, 카메룬, 르완다, 모잠비크, 소말리아 등의 국가에서 검은코뿔소 개체 수에 눈에 띄게 부정적인 영향을 미쳤다. 남아프리카 공화국의 아도 코끼리 국립공원에 있는 아프리카코끼리는 이 지역에 서식하는 검은코뿔소와 관련하여 약간의 우려를 표명하고 있다. 두 동물 모두 초식 동물이지만, 코끼리의 먹이는 더 다양한 먹이를 찾는 능력으로 구성되어 있으며, 검은코뿔소는 주로 왜소 관목에 달라붙는다. 검은코뿔소는 풀도 먹는 것으로 밝혀졌지만, 먹이 범위가 짧아지는 것은 잠재적으로 문제가 될 수 있다.
검은코뿔소는 섭취하는 미네랄과 관련된 문제에 직면해 있다. 진화의 진행으로 인해 야생에서 철분 섭취를 줄이는 데 적응하게 되었으며, 이는 포획 시 문제가 된다. 이러한 코뿔소는 철분에 과부하가 걸려 폐, 간, 비장 및 소장에 축적될 수 있다. 이 코뿔소는 야생에서뿐만 아니라 포획 상태에서도 위협을 받고 있다. 검은코뿔소는 포획 상태에서 높은 치사율로 질병에 더 취약해졌다.